# 天主教塔瓦斯科教區
天主教塔瓦斯科教區（拉丁語：Dioecesis Tabasquensis），是墨西哥一個天主教教區，位於南部塔瓦斯科州。屬尤卡坦總教區。
教區成立於1880年5月25日，教座位於首府比亞埃爾莫薩。2010年有教友1,482,000人，佔總人口73.3%。有六十三個堂區、司鐸150人。現任教區主教為赫拉爾多·德赫蘇斯·羅哈斯·洛佩茲。